# Hemorrhois ravergieri
Espèce
Synonymes
- Coluber ravergieri Ménétries, 1832
- Zamenis caudaelineatus Günther, 1858
- Zamenis fedtschenkoi Strauch, 1873
- Zamenis glazunowi Nikolsky, 1896
- Elaphe dione plumbea Chernov, 1926

Hemorrhois ravergieri est une espèce de serpents de la famille des Colubridae.

## Répartition
Cette espèce se rencontre :
- en Afghanistan ;
- en Arménie ;
- en Azerbaïdjan ;
- dans le nord-ouest de la Chine, au Xinjiang ;
- en Géorgie ;
- en Grèce, sur l'île de Cos ;
- en Irak ;
- en Iran ;
- en Israël ;
- en Jordanie ;
- dans l'est du Kazakhstan ;
- au Liban ;
- dans l'ouest de la Mongolie ;
- en Ouzbékistan ;
- au Pakistan ;
- en Russie, en Ciscaucasie ;
- en Syrie ;
- au Tadjikistan ;
- au Turkménistan ;
- en Turquie.

## Description
Hemorrhois ravergieri mesure entre 100 et 150 cm dont environ un quart pour la queue. Son dos est brun gris avec une série de taches ou de rayures foncées alternant avec de petits points sur les flancs. Habituellement ces petits points fusionnent dans la partie postérieure et se transforment en rayures sombres au niveau de la queue. L’œil est surmonté d'une barre sombre et une autre rayure parallèle à la première s'étend de l'arrière de l’œil jusqu'à l'angle de la gueule. Sa face ventrale est blanchâtre avec ou sans taches noirâtres.
Ce serpent est doté de glandes de Duvernoy mais n'est pas venimeux. Toutefois, en cas de morsure, la salive peut infecter la plaie ce qui se traduit par des symptômes localisés à la zone de la morsure tel que gonflement, douleur dans le membre mordu ou décoloration. Ces symptômes peuvent durer pendant plusieurs jours.
Son régime alimentaire est composé de petits rongeurs, de lézards et d'oiseaux.

## Liste des sous-espèces
Selon The Reptile Database (24 janvier 2014) :
- Hemorrhois ravergieri cernovi (Mertens, 1952)
- Hemorrhois ravergieri ravergieri (Ménétries, 1832)

## Étymologie
Cette espèce est nommée en l'honneur de Mr. Ravergier, attaché à l’ambassade française à Saint-Pétersbourg.

## Publications originales
- Ménétries, 1832 : Catalogue raisonné des objets de zoologie recueillis dans un voyage au Caucase et jusqu’aux frontières actuelles de la Perse, p. 1-330 (texte intégral).
- Mertens, 1952 : Türkiye amfibi ve reptilleri hakkinda. Amphibien und Reptilien aus der Türkei. Revue Istanbul Üniversitesi fen Fakültesi Mecmuasi, vol. 17, p. 41-75.